# Všemohoucí (Hvězdná brána: Atlantida)
Všemohoucí (v anglickém originále Trinity) je šestý díl druhé řady sci-fi seriálu Hvězdná brána: Atlantida.

## Obsah epizody
Při letu k planetě, na které by měla žít rasa Doranďanů, objeví Sheppard, Teyla, McKay a Ronon, jako nováček týmu, rozstřílenou wraithskou flotilu, včetně mateřského úlu. Proto se rozhodnou prozkoumat planetu blíže. Celá planeta je zničena, mimo jednoho objektu. Do tohoto objektu vstoupí a zjistí že se jedná o antickou základnu, McKay se pokouší zapnout celý objekt. Mezitím objeví Ronon a Sheppard těla zemřelých. McKayovi se podaří celý objekt zapnout. Poté se Teyla vydává na Belkan, aby vyjednávala o výměnu athosianské pracovní síly za semena lnu pro její lid a Ronon se k ní přidává.
Doktor McKay se svým vědeckým týmem zkoumá stanici a zjistí, že by se mohlo jednat o lepší zdroj energie než je ZPM. Měl by to být nevyčerpatelný zdroj energie a navíc zbraň proti Wraithům. Mělo by se jednat o projekt Arkturus, který by odebíral vakuovou energii z našeho časoprostoru, pak by disponoval energií jako celý vesmír. Ale odebírání této energie této energie má své problémy. Antičtí vědci dělaly tento výzkum v době války s Wraithty, kdyby se jim podařilo tento projekt dokončit, tak by mohli zvrátit celou válku. Na základně měly rozkaz chránit planetu Doranďanů pomocí zbraně napájené z této energie, ovšem namítaly že není vyzkoušena. Podle deníku došlo k závažné poruše a Antikové musely vypnout celé zařízení včetně zbraně. Wraithové poslali nový útok a bylo po všem.
Teyla vyjednává, ale Belkaňané chtějí více lidí od Teyly. Kdyby mohla nabídnout nějaké zbraně či technologie, tak by na její nabídku přistoupili. Ronon to nevydrží a zatlačí na Henduna pomocí nože. Belkaňané na nabídku pod nátlakem přistoupí. Ovšem Mathys říká že udělali chybu. Teyla se snaží vysvětlit že je jediný, kdo přežil z planety Sateda. On jí ovšem zdělí že tu žije jeden člověk z této planety.
Celý tým vědců v čele s doktorem McKayem se vrací na základnu a pokouší se obnovit její fungování, i přes všechny potíže se jim to podaří. Zapnou celé zařízení, ovšem po chvíli se začnou objevovat energetické výkyvy. McKay pošle Collinse, aby zvýšil pole manuálně. Energie začne nečekaně stoupat, celé zařízení se nedaří vypnout, po chvíli energie klesne a zařízení se podaří vypnout. Collinse ale najdou v chodbě spáleného. Při rozboru se zjistí, že zemřel na ozáření, které způsobilo popáleniny. Došlo k rozpínání energetického pole až do hlavní chodby, kde byl Collins. McKay přiznává svou odpovědnost, za smrt Collinse, ale chce se tam vrátit a zkusit to znovu.
Ronon se setkává se svým starým přítelem, ten mu řekne že jich přežilo asi tři sta a toto setkání také dosti oslavují. Ronon se dozvídá, že Kel, jeho první učitel je též na živu. Vede obchod a má vlastní armádu. Kel je ve vesnici a Ronon prosí o to, aby Teyla domluvila jeho setkání. Tak se i stane, ale Ronon při setkání Kela zabije. Jeho stráže ho chtějí zabít, on jim ovšem říká že vědí co udělal a jestli si myslí že má být pomstěn ať ho zastřelí. Teyla, které se nelíbí že byla využita k vraždě se dovídá, že Kel poslal tisíce mužů na smrt, aby se zachránil.
Rodney a Sheppard se vracejí na antickou základnu. Rodney přišel na to, že antické výpočty, podle kterých postupovali, jsou špatné. A když budou řídit celé zařízení manuálně, mělo by se podařit zprovoznit ho znovu. Zelenka se ale domnívá že odebírání energie z našeho vesmíru by vytvořilo podmínky, ve kterých by přestaly fungovat fyzikální zákony. Také že zbraň samotná funguje jako jakýsi ventil při přetížení, aby nedošlo ke katastrofickému selhání.
Antikové vypli zařízení pozdě a zaplatili za to životem, také zřejmě oni sami zabili obyvatelstvo této planety, ne Wraithové. I přesto se McKay nenechá přesvědčit a zařízení zapne. Zbraň namíří na trosky wraithské flotily. Ovšem dochází znovu k přetížení a zase se nedaří ho vypnout. Chtějí opustit základnu, ale zbraň střílí všude možně. Sheppard se i přes to rozhodne odletět. Musí ale bránou, protože po absolutním přetížení zařízení vybuchne a tento výbuch zničí půl sluneční soustavy. Když už chtějí vletět do brány, tak je zbraň zaměří a střílí po nich. V tu chvíli se objeví Deadalus a odstíní je, jumper vletí do brány a Deadalus do hyperprostoru. V tu chvíli dojde k výbuchu sluneční soustavy.